# 우르줄라 슈트라우스
우르줄라 슈트라우스(Ursula Strauss, 1974년 4월 25일 ~ )는 오스트리아의 배우이다.

## 출연 작품
- 더 사일런트 댓 팔로우스 (2016)
- 미카엘 (2011)
- 마이 베스트 에너미 (2011)
- 인 어나더 라이프타임 (2010)
- 보복 (2008)
- 몰락 (2006)
- 급진주의자 (2003)